# Миллер, Чарльз Уильям
Чарльз Уильям Миллер (порт. Charles William Miller; 24 ноября 1874, Сан-Паулу — 30 июня 1953, Сан-Паулу) — бразильский футболист британского происхождения, нападающий. Один из основоположников футбола в Бразилии. Считается «отцом» регби в Бразилии.

## Биография
Чарльз Уильям Миллер родился 24 ноября 1874 года близ железнодорожной станции Браш, в Сан-Паулу, в семье шотландца Джона, который прибыл в Бразилию для работы в железнодорожной компании, и бразильянки английского происхождения Карлоты Фокс.
В 1884 году родители Миллера отправляют сына за океан в «Публичную школу» в Саутгемптоне. В Англии, учась в школе Беннистер Коурт, Миллер учится играть в футбол и крикет. Вскоре он переезжает в школу Гемпшир. В школе Миллер играет против клубов «Коринтиан» и Пресвятая Дева Мария. Миллер также сыграл один матч за Мэрилебон против Гэмпшира, сделав 12 пробегов. Можно найти записи о его регистрации в 1891 году в Школе Миллбрука.
В 1894 году Миллер возвращается в Бразилию, привезя из Англии футбол и правила этой игры. Миллер работает в компании «Сан-Паулу Рэилвей» и корреспондентом «Короа Британика», а в 1904 году ещё и исполняя обязанности Британского Вице-Консула.
В январе 1906 года Миллер женится на известной пианистке Антонелле Рудже, которая родила от него сына Карлоса в 1907 и дочь Элену в 1909. В конце 20-х брак распался из-за романа Антонеллы с поэтом Менотти Дель Пичча.
В 1939 году, во время поездки в Англию, Миллер чуть не погиб от взрыва бомбы ИРА в метрополитене, когда лишь дочь, на секунду остановившаяся у витрины, задержала отца.
Миллер — один из основателей клуба «Сан-Паулу Атлетик» (в 1896 году) и Лиги Паулиста, первой футбольной лиги Бразилии. С «Атлетиком», играя на позиции нападающего Миллер выиграл 3 чемпионата Сан-Паулу в 1902, 1903 и 1904. В 1906 году он играет на позиции голкипера, участвуя в памятном матче, где Атлетик терпит сокрушительное поражение 1:9 от «Интернасьонала» (Сан-Паулу), матча, после которого «Атлетик» вышел из Лиги Паулиста, а Миллер отошёл от управления турниром. После работал арбитром на матчах чемпионата Сан-Паулу. В одном из матчей чемпионата штата 1902 года он случайно сделал пас пяткой назад, в результате чего его партнёр получив мяч забил гол; впоследствии этот приём стал одним из его «коронных» и получил название «Чарльз».
Миллер автор названия «Коринтианс», который он предложил первому президенту клуба, по аналогии с английским «Коринтианом».
Умер Миллер 30 июня 1953 года в родном Сан-Паулу.

## Достижения

### Командные
- Чемпион штата Сан-Паулу: 1902, 1903, 1904

### Личные
- Лучший бомбардир штата Сан-Паулу: 1902 (10 голов), 1904 (9 голов)